# (15663) Перифант
(15663) Перифант (лат. Periphas) — типичный троянский астероид Юпитера, движущийся в точке Лагранжа L4, в 60° впереди планеты. Астероид был открыт 29 сентября 1973 года голландскими астрономами К. Й. ван Хаутеном, И. ван Хаутен-Груневельд и Томом Герельсом в Паломарской обсерватории и назван в честь одного из персонажей древнегреческой мифологии.

Орбита астероида Перифант и его положение в Солнечной системе